# Алашко плато
Алашкото плато (на руски: Алашское плато) (в някои други източници и географски карти е посочено като Алашское нагорье) е плато в Южен Сибир, в северозападната част на Република Тува, част от планинската система на Западните Саяни. Разположено е в басейните на левите притоци на река Хемчик (Кемчик, ляв приток на Енисей) – реките Алаш (долното течение), Ак-Суг, Устю-Ишкин и Алди-Ишкин. Преобладаващите височини са 1500 – 2000 m, максимална връх Кизил Тайга 3128 m. Изградено е основно от долнопалеозойски метаморфозирани алевролити, шисти, пясъчници и конгломерати. Междуречията са заети от каменисти степи, над които се издигат отделни заоблени върхове. Платото е силно разчленено от дълбоки речни долини, със стръмни скалисти склонове. В южния си край стръмно се спуска към долината на река Хемчик (Кемчик), където е разположено голямото езеро Сут Хол, а на север плавно се повишава и преминава в планинския хребет Сайлиг Хем Тайга. Преобладават каменистите степи и отделни петна с гори от лиственица, а по северните по-високи части – лиственично-кедрови гори.

## Топографски карти
- M-45, М 1:1000000[2]
- М-46, М 1:1000000[3]